# Acartauchenius himalayensis
Acartauchenius himalayensis is een spinnensoort in de taxonomische indeling van de hangmatspinnen (Linyphiidae).
Het dier behoort tot het geslacht Acartauchenius. De wetenschappelijke naam van de soort werd voor het eerst geldig gepubliceerd in 2011 door Tanasevitch.

## Etymolgie
De soort is vernoemd naar de regio waar hij voorkomt.

## Verspreidingsgebied
De soort wordt aangetroffen in Pakistan.